# Bandera de la República Socialista Soviètica de Lituània
La bandera de la República Socialista Soviètica de Lituània va ser adoptada el 15 de juliol de 1953. La bandera estava formada pel disseny de la bandera de la Unió Soviètica, un camp vermell amb una estrella de cinc puntes i una falç i el martell en or al cantó superior esquerra, sobre el que s'hi afegiren a la part inferior dues franges horitzontals, una de blanca més estreta i una de verda més ampla, ocupant uns 2/3 de l'amplada. El revers de la bandera no porta la falç i el martell ni l'estrella de cinc puntes.
La bandera fou canviada oficialment el 20 de març de 1989 a l'actual bandera de Lituània, originalment adoptada el 1918.

## Banderes històriques
La primera bandera de la República fou un camp vermell sense cap inscripció o símbol.
Des del 30 de juliol de 1940 i fins al 1953, el disseny de la bandera fou un camp vermell amb la inscripció en caràcters llatins LIETUVOS TSR (per RSS de Lituània en lituà) en una tipografia de pal sec sobre una falç i un martell en or al cantó superior esquerra.

Bandera de l'RSS de Lituània (1918–1919)
Bandera de l'RSS de Lituània (1940-1953)